# Joh. Wilh. von Eicken
Die Joh. Wilh. von Eicken GmbH ist ein konzernunabhängiges Unternehmen der Tabakindustrie mit Sitz in Lübeck, das sämtliche Tabakerzeugnisse vom Rohtabak bis zum Endprodukt selbst fertigt. Das Unternehmen wurde 1770 gegründet und befindet sich bis heute in Besitz der Familie von Eicken. Es wird von Joh. W. von Eicken und dessen Sohn J. W. Marc von Eicken in der 7. bzw. 8. Familiengeneration geführt. Die Joh. Wilh. von Eicken GmbH ist eines der 50 ältesten unabhängigen Familienunternehmen Deutschlands.

## Geschichte

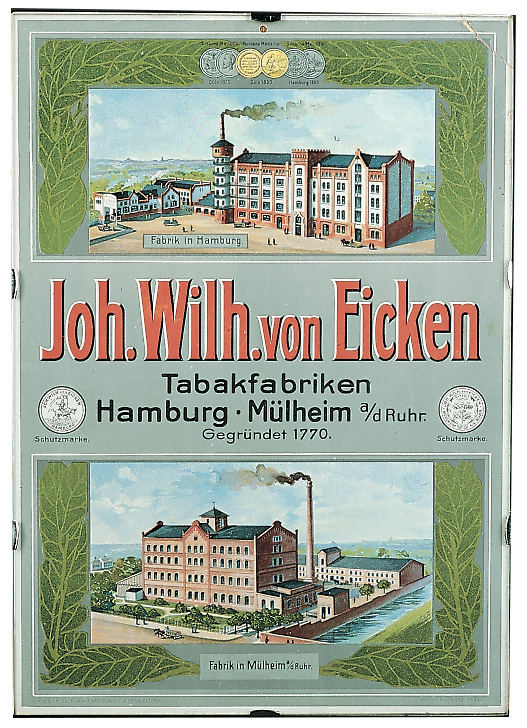
Werbeschild der Fabriken in den 1920er-Jahren

Der Ursprung des Unternehmens geht in das Jahr 1770 zurück, als der Kaufmann Johann Wilhelm von Eicken in Mülheim an der Ruhr einen Kolonialwarenhandel mit Lebens- und Genussmitteln gründete. Bereits damals lag der Schwerpunkt im Tabakhandel und der Weiterverarbeitung zu Rauch- und Schnupftabak. Die ursprüngliche Gründung des Unternehmens erfolgte als offene Handelsgesellschaft.
Im Jahr 1804 starb der Gründer des Unternehmens, und Gerhard von Eicken (geb. 1770) übernahm als ältester Sohn die Leitung. 1824 verstarb Gerhard von Eicken, woraufhin dessen Sohn Johann Wilhelm von Eicken (geb. 1806) die Geschäfte weiterführte. Als Johann Wilhelm von Eicken im Alter von 55 Jahren verstarb, übernahm seine Ehefrau Sophie von Eicken die Geschäftsführung. Ihr Sohn Carl Heinrich (geb. 1846) stieg bereits im Alter von 16 Jahren in das elterliche Geschäft ein und übernahm 1866 die Führung des Familienunternehmens. Er fokussierte sich ab 1866 ausschließlich auf Tabakproduktion und -handel. Im Jahr 1877 wurde eine neue Fabrik in der Wilhelmstraße in Mülheim gebaut.

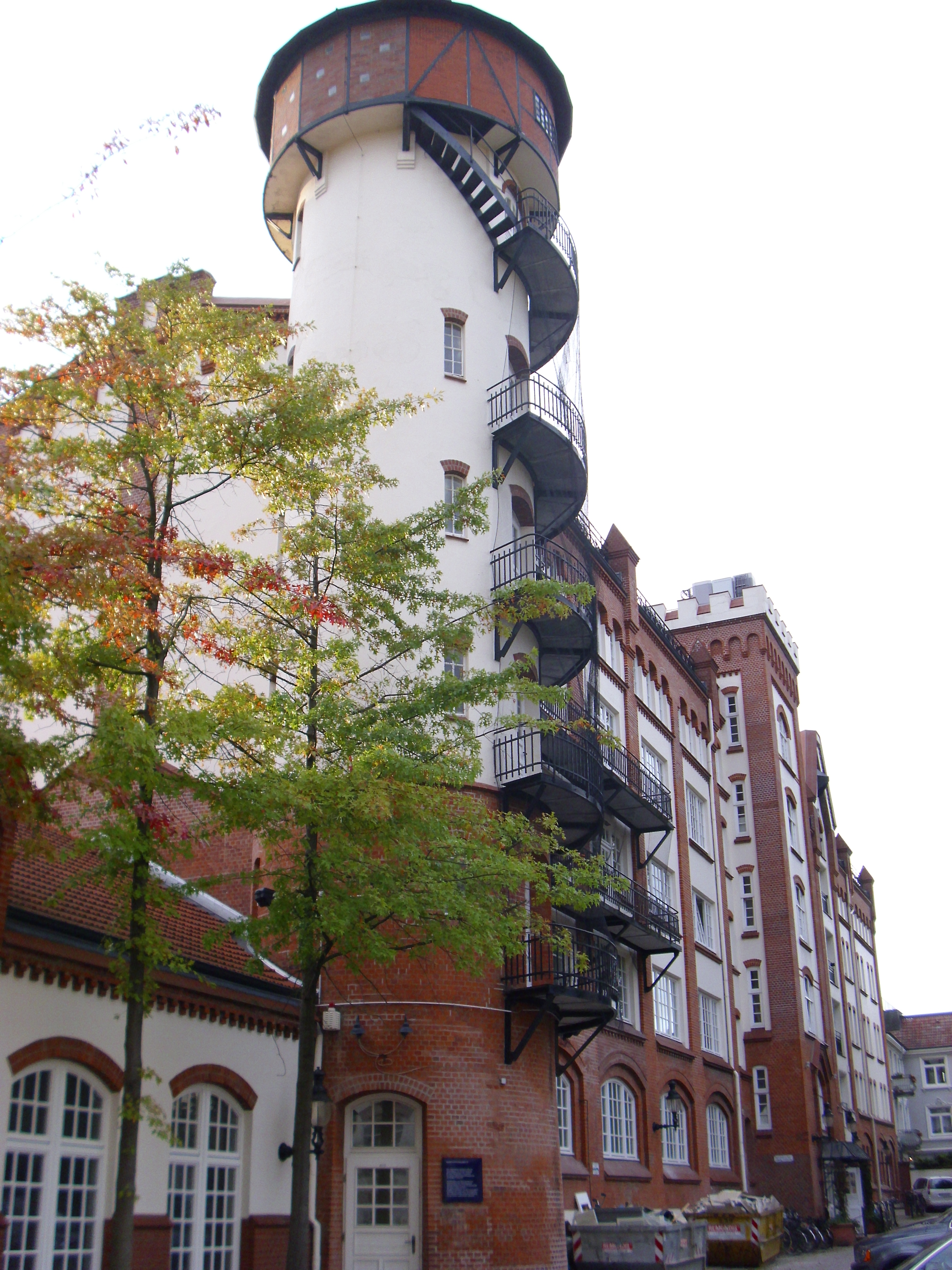
Hoheluftchausse 95 (Hamburg-Hoheluft-West)

1886 erwarb von Eicken eine Tabakfabrik in Hamburg, da für 1889 der Zollanschluss an Hamburg vor der Tür stand. 1901 brannte es in den angemieteten Von-Eicken-Fabrikräumen der Firma H. W. Heidmann. Diese wurden wieder aufgebaut. In der Hamburger Hoheluftchaussee 95 wurde 1902 eine neue Fabrik errichtet und ein Jahr später eingeweiht. Zu diesem Anlass wurde Johann Wilhelm von Eicken (geb. 1878) von seinem Vater Carl Heinrich zum Teilhaber der Firma ernannt. 1921 wurde von Eicken von einer Handelsgesellschaft in eine Kommanditgesellschaft umfirmiert.
1943 zerstörten Bomber die Von-Eicken-Fabrik in Mülheim, vier Wochen später das Kontorgebäude in Hamburg sowie das Privathaus der von Eickens. Zum 1. Januar 1945 gingen die Geschäfte in die Hände des ältesten Sohnes, Johann Wilhelm von Eicken (geb. 1905), über. Zum Ende des Krieges im Mai 1945 wurde die Fabrik stillgelegt, da sie für Röntgenapparate benötigt wurde.
Im Jahr 1970 wurde die Geschäftsleitung an den heutigen ersten Geschäftsführer, Johann Wilhelm von Eicken (geb. 1942), übertragen. 1982 zog die Firma von Hamburg nach Lübeck um, wo sich seitdem der Firmenhauptsitz befindet. 1992 übernahm von Eicken mit dem Tabakhaus in Dingelstädt (Thüringen) eine Manufaktur für Zigarren und Zigarillos und 1993 die Zigarettenfabrik Becifa in Berlin-Pankow. Seit 1999 erfolgt die Zigarettenproduktion komplett in Eigenverantwortung.
2002 wurde J. W. Marc von Eicken zweiter Geschäftsführer der von Eicken GmbH. Im Jahr 2004 übernahm die Joh. Wilh. von Eicken GmbH seinen einstigen Lieferanten, den Malchiner Bandtabak-Betrieb. 2011 und 2019 erwarb das Unternehmen neue Firmengebäude in Lübeck.

## Unternehmensstruktur

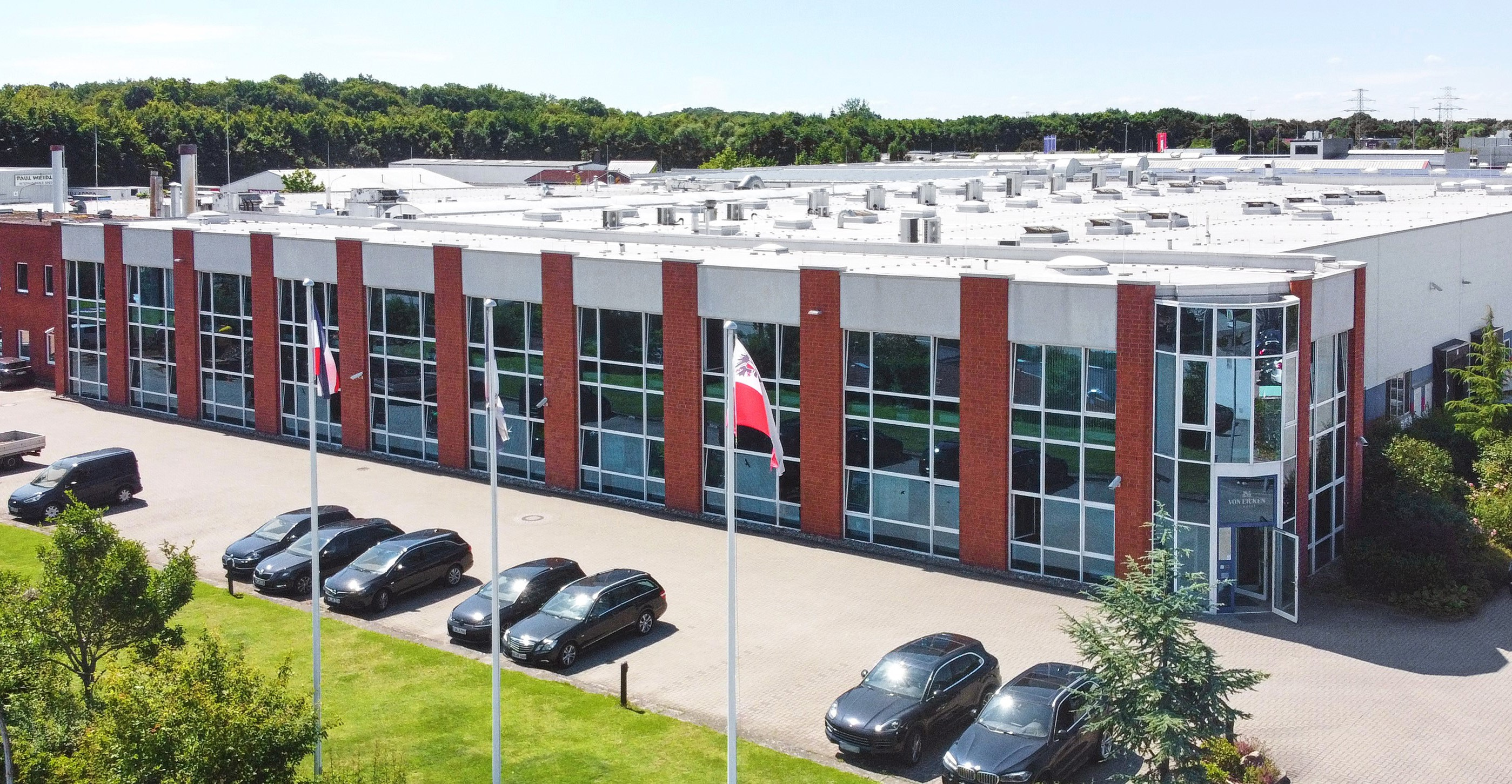
Firmensitz von Eicken in Lübeck (2020)

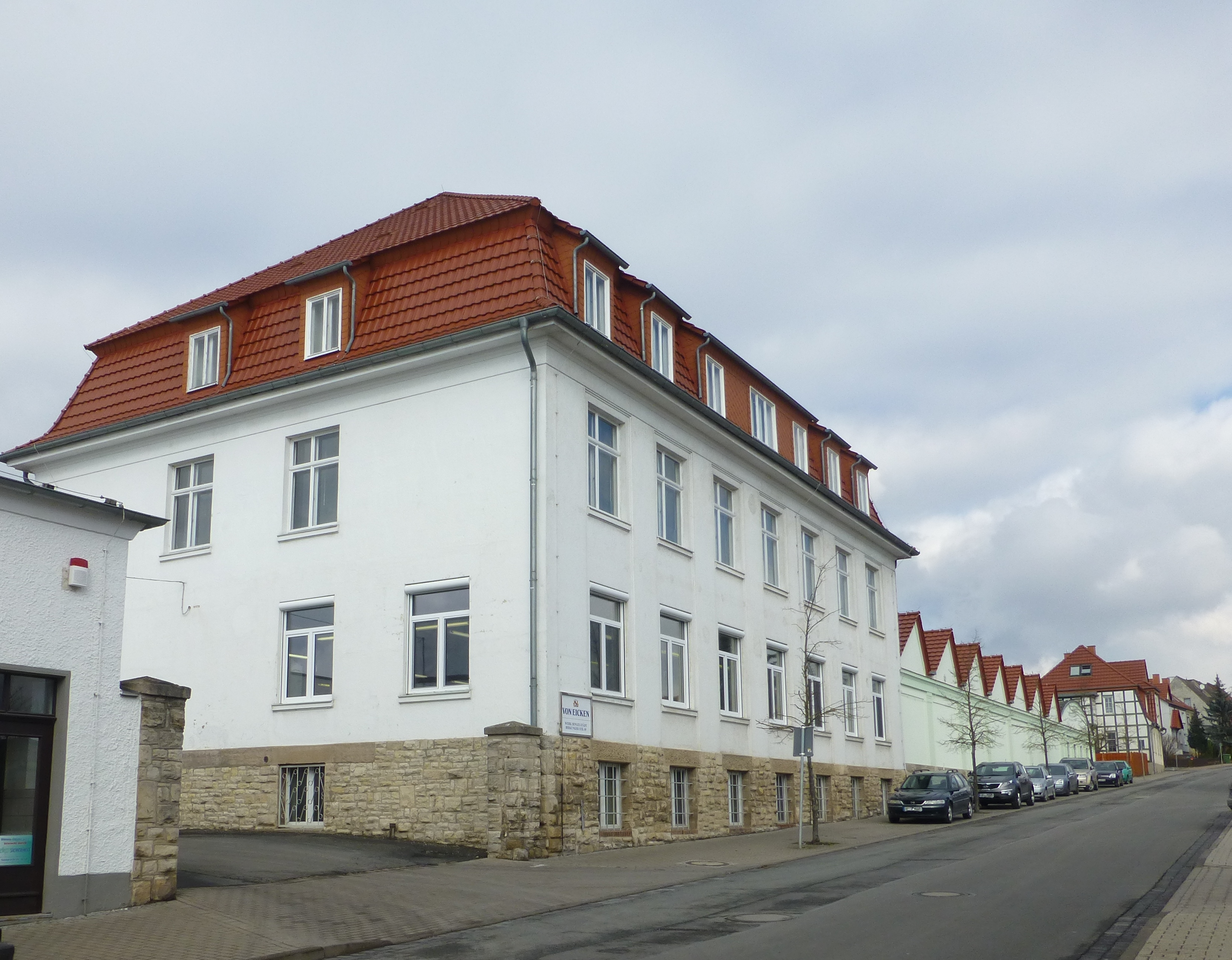
Zigarrenfabrik in Dingelstädt (2016)

Erster Geschäftsführer der Joh. Wilh. von Eicken GmbH ist Johann Wilhelm von Eicken, zweiter Geschäftsführer ist sein Sohn J. W. Marc von Eicken. Marc von Eicken hält 60 Prozent der Firmenanteile, 40 Prozent halten seine beiden Schwestern.
Der Umsatz der Joh. Wilh. von Eicken GmbH betrug im Jahr 2021 189,6 Mio. Euro, und sie beschäftigte 694 Mitarbeiter.
Der Hauptsitz des Unternehmens ist in Lübeck. Außerdem gibt es die weiteren Standorte des Tabakhauses in Dingelstädt sowie die Zigarrenmanufaktur Tabacalera von Eicken s.r.l. in Santiago de los Caballeros in der Dominikanischen Republik. Für den Vertrieb unterhält die Joh. Wilh. von Eicken GmbH die Vertriebsgesellschaften von Eicken France SAS in Bracieux (Frankreich), von Eicken Middle East FZE in Dubai und die von Eicken Asia in Singapur.

## Geschäftsfelder
Als Unternehmen der Nahrungs- und Genussmittelindustrie bietet von Eicken ein breites Spektrum an Tabakprodukten für Großhandel und Endverbraucher: Zigaretten, Zigarillos, Zigarren, Drehtabak, Stopftabak und Pfeifentabak.
Von Eicken stellt seit 1999 Zigaretten vollständig in Eigenverantwortung am Standort Lübeck her. Im thüringischen Dingelstädt werden Zigarren und Zigarillos maschinell gefertigt und in verschiedenen Formaten produziert. Nahezu das gesamte Portfolio wird in Lübeck und in Dingelstädt produziert, mit Ausnahme der Longfiller-Zigarren. Deren Herstellung als 100 % handgerollte Zigarren erfolgt in der Zigarrenmanufaktur in Santiago de los Caballeros in der Dominikanischen Republik.
Seit 1999 stellt die Joh. Wilh. von Eicken GmbH mit ihrer Marke Manitou und seit 2007 auch mit ihrer Marke Pepe zusatzstofffreie Tabakwaren her. Das Unternehmen verwendet für seine Marke Manitou seit 2008 auch Tabak aus kontrolliertem, ökologischem Anbau ohne Pestizide und künstliche Düngemittel.
In Deutschland werden Zigaretten u. a. unter den Namen Burton, Denim, Manitou, Pepe, Allure und Dimitrino angeboten. Dreh- und Stopftabak bietet von Eicken unter den Marken Burton, Denim, Manitou, Pepe und Sioux im Inland an sowie Zigarren und Zigarillos unter den Marken Burton, Denim, Candlelight und Pipers.
Das Unternehmen vertreibt insgesamt über 30 Marken in mehr als 120 Ländern. Die Exportquote beträgt nach eigenen Angaben 60 %.
Außerdem produziert von Eicken ebenfalls Produkte als private Label für andere Unternehmen.

## Mitgliedschaften
Joh. Wilh. von Eicken ist Gründungsmitglied des Deutschen Zigarettenverbandes (DZV) sowie dessen Dachverbandes, dem Bundesverband der Tabakwirtschaft und neuartiger Erzeugnisse (BVTE). Ebenfalls ist von Eicken Mitglied des am Mittelstand orientierten Verbands der deutschen Rauchtabakindustrie (VdR). Auf europäischer Ebene ist von Eicken Mitglied der European Smoking Tobacco Association (ESTA) und der European Cigar Manufacturers Association (ECMA).